# Sara Tafuri
Pour les articles homonymes, voir Tafuri.
Sara Tafuri, née en 1957 à Catanzaro où elle meurt le 9 avril 2024, est une actrice italienne. Elle est parfois créditée comme Rosaria Tafuri.

## Biographie
Sara Tafuri est née à Catanzaro en 1957.  Son père était pâtissier dans le centre historique de Catanzaro. Dès son plus jeune âge, elle s'adonne à la comédie. Elle fait ses premiers pas dans le cinéma en fréquentant l'école d'art dramatique d'Antonio Panzarella, puis arrivé à Cinecittà, où elle rencontre Federico Fellini qui en 1980  lui donne un rôle dans La città delle donne. En 1981, elle fait partie de la distribution de Tre fratelli de Francesco Rosi, qui remporte le David di Donatello.
Son meilleur rôle est celui interprété le téléfilm Bebawi - il delitto di via Lazio, réalisé en 1983 par Michele Massa (it),.
En juin 1986, Sara Tafuri est victime d'un accident de voiture à Catanzaro. Les conséquences de cet accident l'obligent à se retirer définitivement de l'activité artistique. Elle vit avec les séquelles de l'accident jusqu'en avril 2024 lorsqu'elle meurt à Catazaro à l'âge de 67 ans.

## Filmographie
- 1980 : La Cité des femmes (La città delle donne) de Federico Fellini
- 1981 : Trois Frères (Tre fratelli de Francesco Rosi.
- 1983 : Bebawi - Il delitto di via Lazio de Michele Massa.